# Pavel Samiec
Pavel Samiec (* 30. srpna 1984 Plzeň) je český hudební skladatel, akordeonista a pedagog.

## Studium
První hudební vzdělání získal na ZUŠ Sokolovská – Plzeň ve třídě Dany Šaškové, kde se v letech 1990–2000 učil hře na akordeon. V letech 2000–2006 studoval akordeon na konzervatoři v Plzni ve třídě Ludmily Rottenbornové. Od roku 2006 Pavel Samiec pokračoval ve studiu na Pedagogické fakultě ZČU, kde navštěvoval nejprve třídu prof. Jaroslava Vlacha a poté Mgr. Jarmily Vlachové. Jako akordeonista se zúčastnil mnoha národních i mezinárodních soutěží. V roce 2003 vyhrál mezinárodní akordeonovou soutěž ve švýcarském Reinachu.
Základy kompozice mu poskytl prof. Jaromír Bažant a dále pak chodil na konzultace k prof. Jiřímu Bezděkovi. Od roku 2006 se vzdělával v kompozici na konzervatoři v Plzni ve třídě právě prof. J. Bezděka. Skladby Pavla Samiece zní u nás i v zahraničí a jsou hrány na národních i na mezinárodních soutěžích. (Kleine Tage der Harmonika Klingenthall, Beethovenův Hradec, Mezinárodní soutěž Leoše Janáčka v Brně...) Jeho skladba Bouře byla vybrána jako povinná na celostátní soutěž konzervatoří 2010. V roce 2009 získal čestné uznání ve skladatelské soutěži „Generace 09“ a to konkrétně za skladbu Našeptávač – fantasie pro housle a akordeon. Také získal ocenění „Plzeňský Orfeus 2009“ od Nadace 700 let města Plzně. Toto ocenění mu bylo uděleno za reprezentaci města Plzně v umělecké oblasti. Stejného uznání se mu od Nadace 700 let města Plzně dostalo i v roce 2012. V tomto roce se Pavel Samiec probojoval do finále skladatelské soutěže v Madridu a byla zde premiérována jeho skladba Canción del amor y Danza de la muerte, která byla zkomponována na objednávku Orquesta Sinfónica Chamartín (Madrid). V roce 2013 se Pavel Samiec probojoval do finálového kola mezinárodní skladatelské soutěže Antonína Dvořáka. Po finálovém kole, které mělo podobu pětidenního komponování na zadaná témata, se umístil na prvním místě a stal se absolutním vítězem celé soutěže. V současné době se věnuje pedagogické a skladatelské činnosti. Od roku 2006 vyučuje Pavel Samiec na ZUŠ Sokolovská v Plzni a od roku 2011 na konzervatoři v Plzni. Zde vyučuje hudebně teoretické předměty.

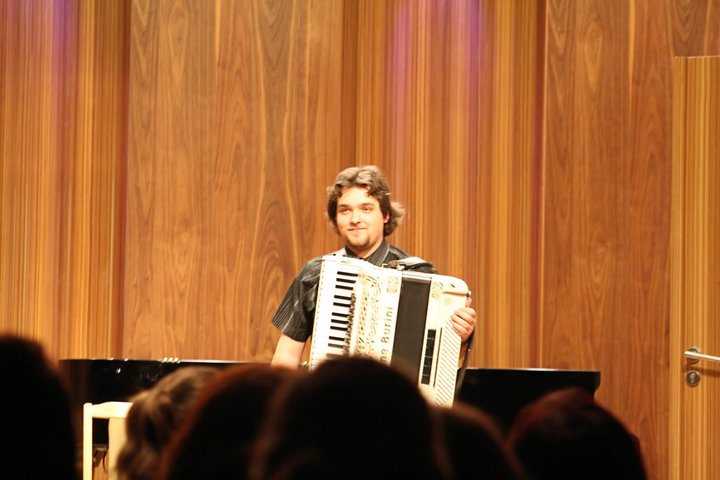
Pavel Samiec

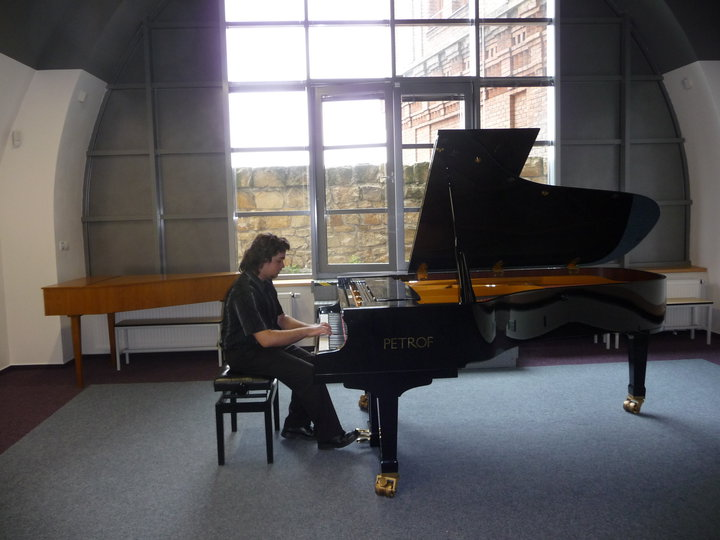
Pavel Samiec

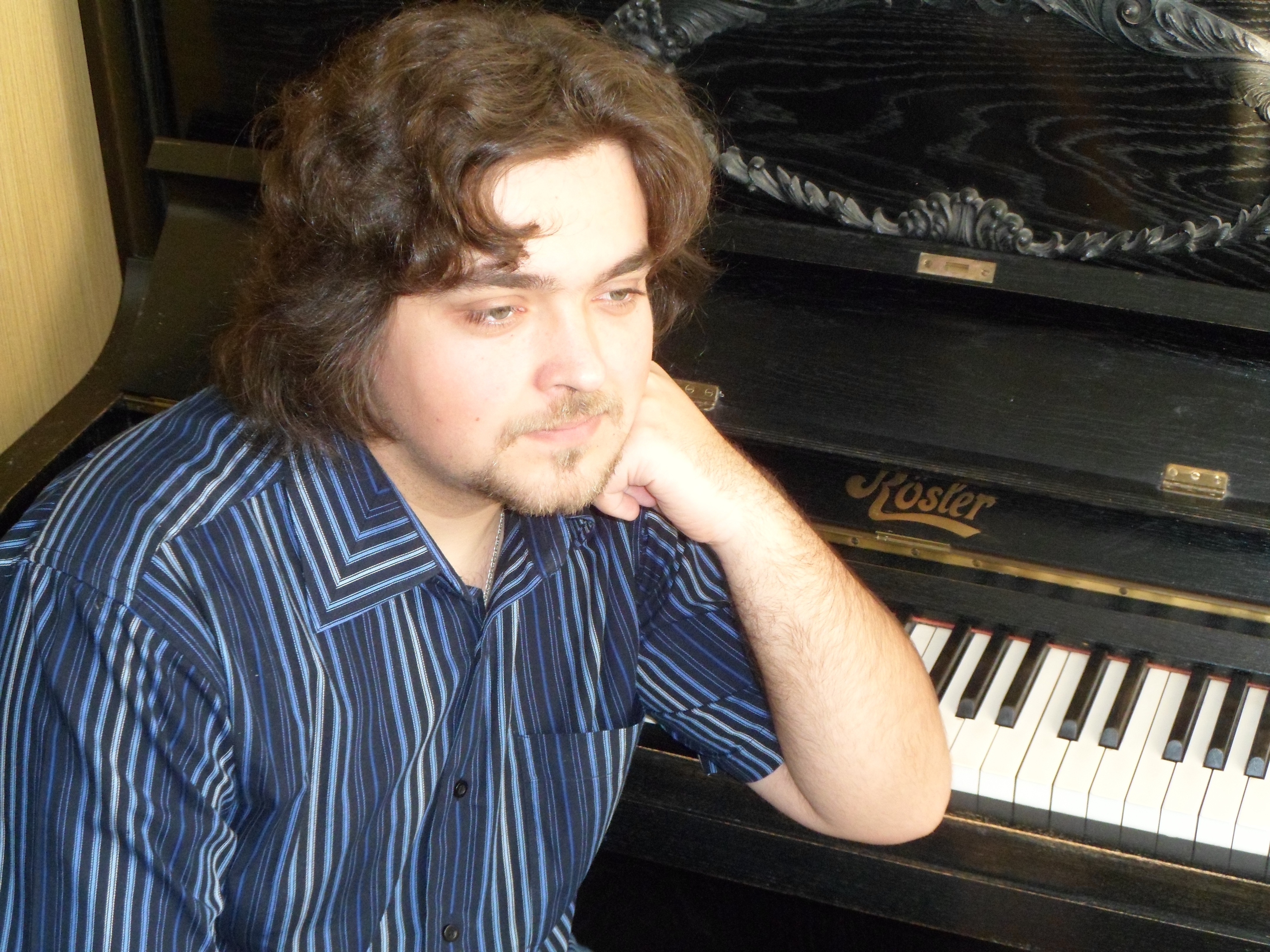
Pavel Samiec

## Ocenění a soutěže
- 1999 – Kleine Tage der Harmonika – Klingenthal – 3. místo
- 2000 – Soutěž konzervatoře Plzeň v oboru akordeon – 1. místo
- 2001 – Celostátní přehlídka konzervatoří ČR – čestné uznání(Pardubice)
- 2003 – Accordion international competition Switzerland – 1. místo (Reinach, Aargau ) – kategorie junior
- 2004 – Trofeo mundial de accordion – Španělsko – 9. místo (Santiago de Compostela) – kategorie senior
- 2006 – Accordion international competition Switzerland – 5. místo (Reinach, Aargau ) – kategorie senior
- 2007 – Celostátní interpretační soutěž pedagogických fakult (Olomouc) – akordeon – 2. místo
- 2008 – Celostátní interpretační soutěž pedagogických fakult s mezinárodní účastí (Praha) – akordeon – 1. místo
- 2009 – Generace 09 – celostátní kompoziční soutěž – čestné uznání (Ostrava)
- 2010 – Cena nadace 700 let města Plzně za reprezentaci města v kulturní oblasti – Plzeňský Orfeus 2009
- 2010 – Cena poroty krajského kola interpretační soutěže ZUŠ s převahou dechových nástrojů – Ocenění za tvorbu pro děti
- 2010 – Celostátní interpretační soutěž pedagogických fakult s mezinárodní účastí (Hradec Králové) – kategorie II. klavír – 2. místo
- 2010 – Celostátní interpretační soutěž pedagogických fakult s mezinárodní účastí – Cena za ojedinělý kompoziční počin – Concerto pro akordeon a orchestr (Hradec Králové)
- 2010 – Zvláštní ocenění za zkomponování povinné skladby "Bouře" pro soutěžní přehlídku konzervatoří ČR (Pardubice)
- 2011 – Celostátní interpretační soutěž pedagogických fakult (Brno) – kategorie II. klavír – čestné uznání
- 2011 – Celostátní interpretační soutěž pedagogických fakult (Brno) – akordeon – 3. místo
- 2011 – Celostátní interpretační soutěž pedagogických fakult (Brno) – cena za interpretaci vlastní skladby (Sonata No.1 "da chiesa")
- 2011 – I. Edición del Concurso de Composición “Antón García Abril” (Madrid) – 2. cena
- 2011 – Skladatelská soutěž Tribuny komorní písně – (I.kategorie) – 2. místo
- 2012 – Cena nadace 700 let města Plzně za kompoziční činnost – Plzeňský Orfeus 2011
- 2013 – The International Antonín Dvořák Composition Competition (Praha) – Special prize for the best free composition among Senior participants – Skici pro akordeon a symfonický orchestr
- 2013 – The International Antonín Dvořák Composition Competition (Praha) – 1st prize
- 2013 – The International Antonín Dvořák Composition Competition (Praha) – Grand prize
- 2015 – Skladatelská soutěž Západočeského hudebního centra (Plzeň) – 2. místo za klavírní kvintet Fragmenty času
- 2016 – INTERNATIONAL COMPOSITION COMPETITION "MAURICE RAVEL" II. edicion – účast v semifinále, nejlepší účastník za ČR za kategorii A – orchestrální kompozice
- 2016 – OPAVA CANTAT – 3. cena v kategorii mužských sborů – Ne recorderis peccata mea, Domine

## Seznam kompozic

### Sólové a komorní skladby pro akordeon
- Tři malá zastavení pro housle a akordeon (2008)
- Zátiší (2008) – skladba pro kontrabas, housle a akordeon – vznikla na kurzech „ Magická paměť místa“ – 19. 9. 2008
- Vzpomínky dvorního šaška (2009) – dětská svita pro akordeon, psáno jako povinná skladba na Kleine Tage der Harmonika in Klingenthall
- Fantasie pro housle a akordeon „Našeptávač“ (2009) – psáno pro Jakuba Jedlinského a Ivu Kramperovou – oceněno na kompoziční soutěži Generace 09
- Bouře (2009) – „Dramatická fantasie pro akordeon“ – psáno jako povinná skladba na soutěž konzervatoří v oboru akordeon (2010)
- Sonata No.1 "da chiesa" (2010)
- Drobné skladby pro akordeon (2011) – Legenda, Toccatina, Stará šperkovnice, Allegro ritmico
- Toccata for accordion (2011) – psáno pro Petra Vacka
- Z hradu a podhradí (2012) – dětská svita pro akordeon
- Casus Icari (2012) – fantasie pro sólový akordeon, věnováno Jarmile Vlachové
- Sonata No. 2 (2013)
- Skici pro akordeon a symfonický orchestr (2013) – in memoriam to Marcela Matějková – oceněno na The International Antonín Dvořák Composition Competition
- Psí kusy (2015) – dueta pro příčné flétny a akordeon, napsáno pro Radka Dlouhého a Vladimíra Světlíka
- Dětská svita č.3 "Zima" (2016)
- Dětská svita č.4 "Populaire" (2017)
- Sonata No.3 "Buffa" (2017)
- Dětská svita č. 5 (2018) – věnováno Sofii Mlejnkové
- Dětská svita č. 6 "Ozvěny" (2018–2019)
- Astralní preludia (1. Snít pod hvězdami, snít o hvězdách, 2. Po drahách všech létavic, 3. Preludium sfér) – věnováno Marii Čejnové (2019)
- Dětská svita č. 7 "La petite valse" (2019)
- Dětská svita č. 8 "Boulevard" (2019–2020)
- Nocturno No. 1 (2020) – věnováno Petru Vackovi
- Nocturno No. 2 (2020) – věnováno Haničce Matějkové
- Toccata No. 2 (2020) – věnováno Marcele Kysové-Halmové
- Dětská svita č. 9 "Prastará zrcadla hvězd" (2020)
- Musica Contrapunctica (2020) – 13 kontrapunktických skladeb pro akordeon
- Nocturno No. 3 (2021) – věnováno Daniele Paterové
- Nocturno No. 4 (2021) – věnováno Adéle Rídlové
- Nocturno No. 5 (2021) – věnováno Daniele Váňové
- Svět za barevnými sklíčky (2022) – album dětských skladeb pro akordeon
- Nocturno No.6 (2023) - věnováno Dagmar Chalupové
- Za devatero horami (2024) - album dětských skladeb pro akordeon

### Sólové a komorní skladby pro klavír
- Tři drobné skladby pro klavír (2005)
- Variace na vlastní nálady (2007)
- Osvity (2008) – klavírní trio inspirované básněmi Daniela Soukupa
- Zimní pustina (2009) – Preludium a fuga pro klavír – psáno pro Adélu Hasmanovou
- Sentence pro housle a klavír (2010) – psáno pro držitele ceny Nadace 700 let města Plzně Marka Pavelce a Jana Šimandla
- "HORETISAI – surrealistické vidiny" (2011) – psáno pro Jiřího Peška
- Concertante fugue – on theme of P. Hindemith (2013) – oceněno na The International Antonín Dvořák Composition Competition
- Piano Sonata No.1 (2016) – věnována Věře Müllerové
- Piano Sonata No.2" Zimní krajiny" (2023) – věnována Věře Müllerové

### Sólové skladby pro varhany
- Kontemplace (2005) – varhanní passacaglia
- Preludium a fuga pro varhany (2006) – věnováno Veronice Husinecké
- Modlitba (2020)

### Sólové a komorní skladby pro flétnu
- Kašperská Nokturna (2009) – čtyři nokturna pro kvartet příčných fléten
- Sonatina Gabreta (2010) – sonatina pro flétnu a klavír, napsáno pro Barboru Haasovou
- Psí kusy (2015) – dueta pro příčné flétny a akordeon, napsáno pro Radka Dlouhého a Vladimíra Světlíka
- Introdukce a Rondo (2021) – napsáno pro Hanu Matějkovou a Zuzanu Breuerovou

### Sólové a komorní skladby pro housle
- Tři malá zastavení pro housle a akordeon (2008)
- Zátiší (2008) – skladba pro kontrabas, housle a akordeon – vznikla na kurzech „ Magická paměť místa“ – 19. 9. 08
- Fantasie pro housle a akordeon „Našeptávač“ (2009) – psáno pro Jakuba Jedlinského a Ivu Kramperovou – oceněno na soutěži Generace 09
- Sentence pro housle a klavír (2010) – psáno pro držitele ceny Nadace 700 let města Plzně Marka Pavelce a Jana Šimandla

### Skladby pro violoncello
- Sonáta pro violoncello a klavír (2016–2017) – věnováno Petru Nouzovskému

### Písňové cykly
- Mlhy a deště (2006–2007) – cyklus písní pro alt a klavír na texty Ch. Baudelaira
- Básníkův povzdech (2008) – cyklus písní v renesančním duchu na texty středověké studentské poezie
- Nesnadné léto (2008) – cyklus písní na texty Jana Skácela pro alt, klavír a akordeon – věnování Mirce Kalouskové
- Když po poli chodí smuténka... (2011) – písňový cyklus pro soprán a klavír na texty básní Jana Skácela – oceněno na skladatelské soutěži Tribuna komorní písně

### Tria, kvartety, kvintety...
- Smyčcový kvartet No. 0 (2005–2006)
- Osvity (2008) – klavírní trio inspirované básněmi Daniela Soukupa
- Zátiší (2008) – skladba pro kontrabas, housle a akordeon – vznikla na kurzech „ Magická paměť místa“ – 19. 9. 2008
- Kašperská Nokturna (2009) – čtyři nokturna pro kvartet příčných fléten
- Fragmenty času (2015) – skladba získala 2. cenu na skladatelské soutěži ZHC

### Orchestrální kompozice
- Concerto pro akordeon a orchestr (2008–2009) – věnováno Radku Dlouhému
- Canción del amor y Danza de la muerte (2011) – Orchestrální fantasie – psáno pro Orquesta Sinfónica Chamartín (Madrid) – oceněno na soutěži I. Edición del Concurso de Composición “Antón García Abril”
- Hudba k ohňostroji (2012) – jednovětá skica pro symfonický orchestr
- Skici pro akordeon a symfonický orchestr (2013) – in memoriam to Marcela Matějková – oceněno na The International Antonín Dvořák Composition Competition
- Symfonie č. 1 "Neoklasická" (2017) – napsáno pro Jihočeskou filharmonii
- Hodina tance (2019) – psáno pro ZPO Orchestra

### Sborové kompozice
- Musica Vaticana (2016) – tři osmihlasá moteta pro smíšený sbor (Nulla in mundo pax sincera, Gaude virgo, Qui confidunt in Domino) – věnováno Vatikánu a papeži Františku
- O bone Jesu (2016) – čtyřhlasé moteto pro dívčí sbor
- Ne recorderis peccata mea, Domine (2016) – skladba získala 3. cenu na mezinárodní skladatelské soutěži Opava Cantat

### Vokálně instrumentální kompozice
- Dies sanctificatus (2009 – 2010) – cyklus sborových skladeb pro smíšený sbor, dívčí sbor, orchestr, varhany, zvonkohru, tympán a gong
- Oratorium k Panně Marii Klatovské (2014–2015) – věnováno Kolegiu pro duchovní hudbu Klatovy a městu Klatovy, text oratoria – Štěpán Špád
- Úslava (2014) – Symfonická báseň pro sbor a symfonický orchestr na texty latinské modlitby ke sv. Jiří. Skladba je součástí cyklu nesoucí název 5 řek, kdy každá z řek (jednotlivých skladeb) byla zkomponována jiným plzeňským skladatelem.
- List přátelům v Čechách (2014–2015) – oratorium pro sbor, vypravěče a velký symfonický orchestr, věnováno památce Mistra Jana Husa
- Blahoslavený Hroznata (2018) – oratorium na texty Štěpána Špáda